# Georges Valmier
Georges Valmier (Angoulême, 1885. április 11. – Montmartre, 1937. március 25.) francia festő, stílusa az impresszionizmustól a kubizmuson át az absztrakt festészetig ívelt.

## Élete

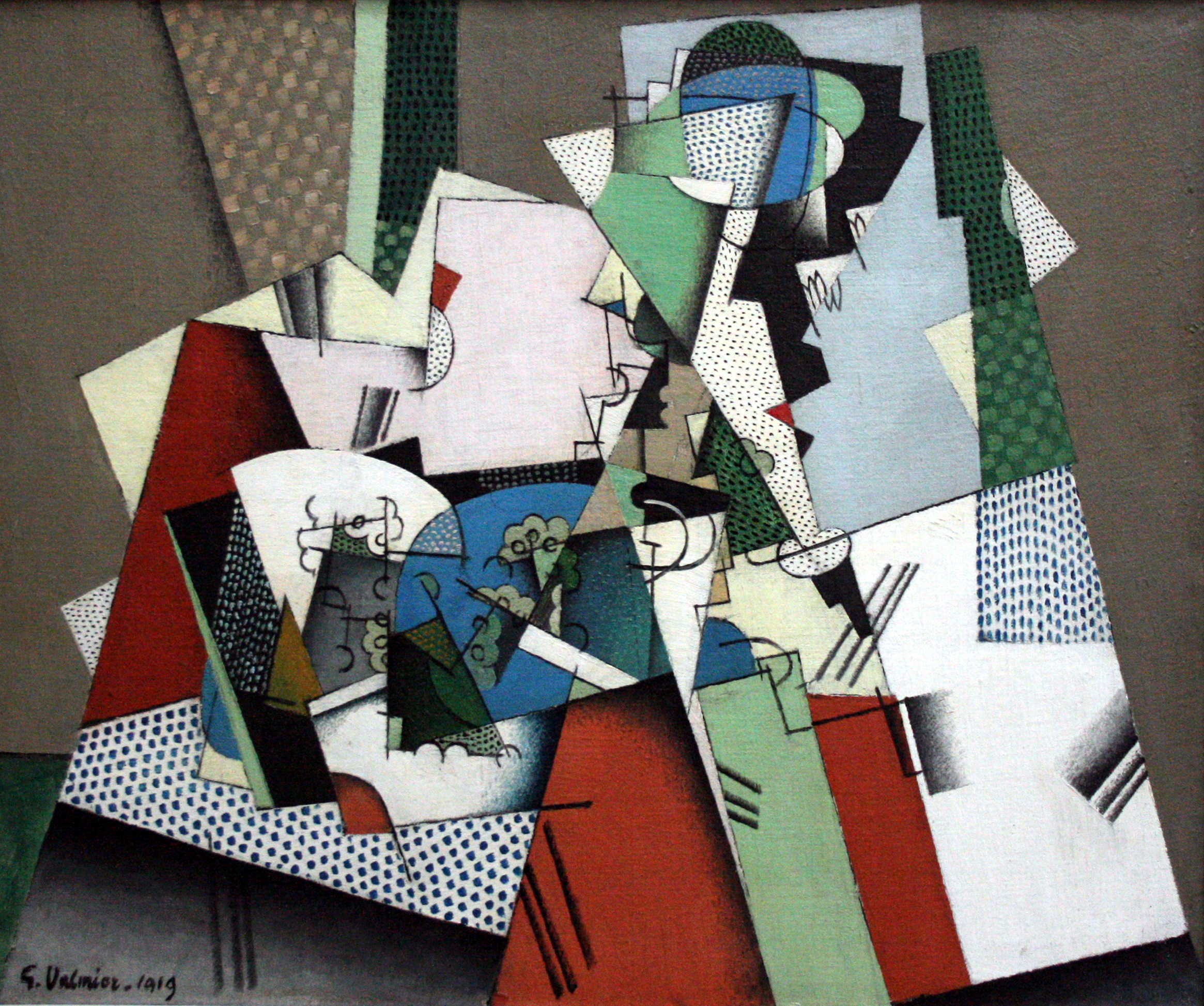
Geometrikus csendélet {1919)

Családja 1890-ben a Montmartre-ra költözött, ott nevelkedett a művészetek, különösen a zene és a festészet szeretetének légkörében. Képzett énekes is volt, rendszeresen énekelte Claude Debussy, Ravel, Gabriel Fauré vagy Erik Satie műveit nagy koncerteken és templomokban. Jelentős hatással volt André Jolivet zeneszerző munkásságára.
Katonai szolgálatából (1904-1905) hazatérve felfedezte Cézanne művészetét, amelynek 1907-ben retrospektív kiállítást szentelt az Őszi Szalon. Beiratkozott a Beaux-Arts iskolába, ahol Luc-Olivier Merson a tanára 1909-ig. 1908-ban feleségül vette Jeanne-Félicité Pessinát. Lányuk, Marthe 1912-ben született.
1914-ben mozgósították és bevonult Toul-ba. 1918-as hazatérése után megismerkedett Léonce Rosenberg műkereskedővel, aki akkor már sok, különösen később nevessé vált festő munkásságát támogatta. Rosenberg hamarosan szerződést kötött vele és a későbbiekben is nagy bizalmat tanusított munkássága iránt. 1921-ben személyes kiállítást szervezett számára a Galerie de L' Effort Moderne-ben. 1923 és 1927 között Léonce Rosenberg támogatásával munkáit rendszeresen publikálta a Bulletin de L'Effort Moderne. 
Az 1930-as évek elején véglegesen áttért az absztrakt festészetre. A kezdetektől tagja volt az Abstraction-Création művészeti csoport igazgató tanácsának. Társai között volt Hans Arp, de Gleizes, Jean Hélion, František Kupka, Tutundjian,  Vantongerloo, valamint a magyar Réth Alfréd, akivel közösen alkotott néhány művet Formes dans l'Espace (Formák az űrben) cím alatt.
1932-től betegeskedett, 1937-ben fiatalon elhunyt. Összesen mintegy 300 festményt alkotott életében.